# Princesita Mily
Milagros Soto Rivas (Lima, 25 de marzo de 1966 - Lima, 22 de mayo de 2023),más conocida por su nombre artístico Princesita Mily o simplemente Mily, fue una cantautora peruana de cumbia, primera vocalista del grupo musical Pintura Roja.

## Biografía
Nació el 25 de marzo de 1966 en la capital peruana Lima, proveniente de una familia ligada a la música.
Comenzó su carrera artística desde temprana edad, cuando integra a Los Dinámicos, extinta orquesta que lideró su padre, la cual probaba sus dotes para el canto, además de presentarse en las actuaciones del colegio donde estaba estudiando.
No fue hasta el año 1984 cuando integra la agrupación musical peruana Pintura Roja, teniendo la edad de dieciocho años, donde se desempeñaba como vocalista y figura principal del conjunto, siendo nombrada bajo el nombre artístico de «la Princesita Mily». Además, compartió escenario junto con otros artistas como los músicos Johnny Orosco y Sara Barreto, la Muñequita Sally. Como parte del dicho conjunto, Soto grabó tres discos y fue intérprete de varios temas musicales, siendo «El teléfono», «Jamás», «El chinito» y «Amor de verano» algunos de sus éxitos, siendo este primero con el que ganaría popularidad y se consolidó en el género de la cumbia peruana. Según en una entrevista para el diario local La República, el director de la banda Alejandro Zárate afirmó que «El teléfono» nació en una anécdota personal de Soto. Sin embargo, optó con retirarse del conjunto en el año 1986, uniéndose al Grupo Halley, el mismo año hasta 1988, donde grabó cuatro álbumes, como «Cruel traición» y «Por este loco corazón». Y en 1989 retornó por un breve tiempo a Pintura Roja, pero decide retirarse por problemas personales. A finales de los años noventa, Soto comienza a dedicarse en forma definitiva al cristianismo.
Tras su retiro de Pintura Roja, continuó su faceta musical; pero esta vez instalándose en la música cristiana por varios años consecutivos, además de haber fundado su propia empresa de eventos.
El 11 de mayo de 2023, según las declaraciones de Alejandro Zárate, Soto cayó en cama tras sufrir una enfermedad no aclarada y pidió oraciones para su pronta recuperación. Según en una entrevista para el programa de televisión peruano Préndete, la hija de Soto confirmó que su progenitora tenía problemas superfluos desde hace veinte años y fue internada en el Hospital Nacional Dos de Mayo en diciembre del año anterior, la cual sería la causa de su deceso. Además, se realizó diferentes actividades profondos por su delicado estado, pero su salud se agravó mucho más.
Falleció la tarde del 22 de mayo de 2023 a los 57 años de edad. Su cuerpo fue velado en el Ministerio de Cultura del Perú por dos días, para luego ser enterrado en el cementerio Parque del Recuerdo, en el distrito de Puente Piedra.

## Discografía
| - 1984: Yo soy la cumbia - 1985: Pinceladas musicales - 1986: Siempre juntos - 1990: Siempre contigo - 1991: Pintura Roja en Chile - 1994: La máquina musical - 1998: En vivo - 1986: Cruel traición - 1988: Por este loco corazón - 1988: 88 - 1988: Rumbo al futuro | - 1998: Princesa de su pueblo - 2001: Mily - 2016: Lo mejor de Mily - 1998: ¡Yo soy la cumbia! - 1999: Hoy y siempre |